# Cullybackey
Cullybackey (Coill na Baice in gaelico irlandese) è un villaggio dell'Irlanda del Nord, situato nella contea di Antrim.